# Dix (Illinois)
Dix é uma vila localizada no estado americano de Illinois, no Condado de Jefferson.

## Demografia
Segundo o censo americano de 2000, a sua população era de 494 habitantes.
Em 2006, foi estimada uma população de 505, um aumento de 11 (2.2%).

## Geografia
De acordo com o United States Census Bureau tem uma área de
5,4 km², dos quais 5,4 km² cobertos por terra e 0,0 km² cobertos por água.

## Localidades na vizinhança
O diagrama seguinte representa as localidades num raio de 20 km ao redor de Dix.